# Сезон ФК «Чорноморець» (Одеса) 2015—2016
Сезон ФК «Чорноморець» (Одеса) 2015–2016 — 25-й сезон одеського «Чорноморця» у чемпіонатах/кубках України, та 78-й в історії клубу.

## Екіпірування та спонсори
З огляду на те, що договір з фірмою «Euphoria Trading FZE» (титульний спонсор команди з 25 лютого 2015 р.) був поміщений до закінчення сезону 2014/15 рр., на початок сезону 2015/16 рр. ФК «Чорноморець» знайшов нового титульного спонсора. Їм став український телевізійний канал «2+2».
З другої частини сезону (березень 2016 р.) новим технічним спонсором команди стала італійська компанія «Legea».

### Форма
| перед зимовим трансферним вікном 2015/2016 рр. | перед зимовим трансферним вікном 2015/2016 рр. |
| ---------------------------------------------- | ---------------------------------------------- |
| домашня                                        | виїзна                                         |

| після зимового трансферного вікна 2015/2016 рр. | після зимового трансферного вікна 2015/2016 рр. |
| ----------------------------------------------- | ----------------------------------------------- |
| основна                                         | резервна                                        |

## Ювілей клубу
У 2016 році, в рік 80-ліття команди, ФК «Чорноморець» представив ювілейну емблему команди, яка 5 березня 2016 року вперше з'явилася на футболках гравців в матчі 17-го туру чемпіонату України 2015/16, в якому «моряки» грали зі львівськими «Карпатами».

## Склад
- 8 вересня 2015 р. «Моряки» підписали нападника Євгена Старікова, який став першим північноамериканським «легіонером» в історії клубу[10].
- 14 вересня 2015 р. «Моряки» підписали ще одного нападника — Дмитро Коркішко, який уклав договір строком на один рік з можливістю подальшої пролонгації[11].
- 2 січня 2016 р. «Моряки» підсилились трьома гравцями запорізького «Металурга». Це — захисник Артур Кузнєцов, півзахисник Роман Стефурак і нападник Микита Татарков[12].
- 13 січня 2016 р. Стало відомо що нападник харківського «Металіста» Володимир Барилко до кінця сезону перейде в «Чорноморець» на правах оренди[13]. Також стало відомо, що колишній тренер воротарів команди Андрій Глущенко повернувся до «Чорноморця»[14].
- 28 січня 2016 р. «Чорноморець» підписав контракт з захисником Олександром Азацьким, та півзахисником Аркадієм Туманяном[15].
- 4 лютого 2016 р. Олексій Хобленко до кінця сезону гратиме в «Чорноморці» на умовах оренди[16].
- 13 лютого 2016 р. Було підписано контракти між «Чорноморцем» і двома бразильськими новачками команди «моряків» — Матеусом і Сільвіо[17].
- 29 лютого 2016 р. ФК «Чорноморець» уклав трансферну угоду з ФК «Шахтар» про перехід Олега Данченко в донецький клуб. До кінця сезону 2015-2016 рр. футболіст на правах оренди виступатиме в складі «Чорноморця»[18].

## Хронологія сезону

### Липень2015
- 17 липня 2015 р. Одеська команда оповістила заявку для участі в українській Прем'єр-лізі сезону 2015/16 рр.[19]
- 18 липня 2015 р. У матчі 1-го туру чемпіонату України «Чорноморець» зіграв внічию (2:2) з донецьким клубом «Олімпік»[20]. Це була перша нічия «моряків» в поточному сезоні, і перше очко набране ними в чемпіонаті України. Донецька команда приймала «моряків» у Києві[21].
- 26 липня 2015 р. «Моряки» поступилися в Дніпропетровську місцевому «Дніпру» з рахунком 2:4 у матчі 2-го туру національної першості, не дивлячись на те, що перемагали по ходу гри з рахунком 2:0[22][23].

### Серпень2015
- 2 серпня 2015 р. У матчі 3-го туру першості України «Чорноморець» поступився на своєму полі діючому чемпіонові, київському «Динамо» — 0:2[24][25].
- 8 серпня 2015 р. «Моряки» поступилися у Львові місцевим «Карпатам» з великим рахунком 0:4 у матчі 4-го туру національної першості[26][27].
- 16 серпня 2015 р. У матчі 5-го туру першості України «Чорноморець» програв на своєму полі луганській «Зорі» з рахунком 0:2[28][29].
- 22 серпня 2015 р. «Моряки» успішно стартували в 25-му розиграші кубка України з футболу, обігравши в гостях горностаєвський «Мир» з рахунком 2:0[30]. Це була перша перемога команди в поточному сезоні, і перша перемога команди під керівництвом Олександра Бабіча[31].
- 30 серпня 2015 р. У матчі 6-го туру першості України «Чорноморець» зіграв в Олександрії внічию (0:0) з однойменним клубом[32][33]. Це було перше очко набране «моряками» на виїзді в поточному чемпіонаті.

### Вересень2015
- 13 вересня 2015 р. «Чорноморець» програв в Одесі, у грі 7-го туру чемпіонату України, луцькой «Волині» з рахунком 1:2[34][35].
- 20 вересня 2015 р. У матчі 8-го туру першості України «Чорноморець» зіграв в Ужгороді внічию (1:1) з місцевою «Говерлою»[36][37].
- 23 вересня 2015 р. У першій грі 1/8 фіналу розиграшу кубка України «моряки» програли в Одесі полтавській «Ворсклі» з рахунком 0:1[38][39].
- 27 вересня 2015 р. У матчі 9-го туру першості України «Чорноморець» зіграв в Одесі внічию (0:0) з полтавською «Ворсклою»[40][41]. Це було перше очко, здобуте «моряками» в домашніх зустрічах в поточному чемпіонаті. «Ворскла» вперше в матчах поточного чемпіонату пішла з поля без забитих м'ячів.

### Жовтень2015
- 3 жовтня 2015 р. У Львові[42], в матчі 10-го туру першості України «Чорноморець» програв донецькому «Шахтареві» з рахунком 0:2[43][44].
- 18 жовтня 2015 р. У матчі 11-го туру першості України «Чорноморець» виграв в Одесі у запорізького «Металурга» з великим рахунком 5:2[45][46]. Це була перша перемога «моряків» у поточному чемпіонаті, а також перша перемога команди в чемпіонатах України під керівництвом Олександра Бабича. Другий гол «Чорноморця» у ворота «Металурга» виявився ювілейним, 700-м, забитим гравцями «Чорноморця» в чемпіонатах України (УПЛ)[47].
- 27 жовтня 2015 р. У відповідній грі 1/8 фіналу розиграшу кубка України «моряки» зіграли у Полтаві внічию (0:0) з місцевою «Ворсклою»[48], i за підсумком двох матчів (0-1) вибули з турніру[49].

### Листопад2015
- 1 листопада 2015 р. У матчі 13-го туру першості України «Чорноморець» зіграв в Одесі внічию (1:1) з дніпродзержинською командою «Сталь»[50][51].
- 7 листопада 2015 р. Моряки розпочали друге коло першості України в Одесі грою 14-го туру проти донецького «Олімпіка», яку вони програли з рахунком 0:2[52][53].
- 21 листопада 2015 р. У матчі 15-го туру першості України «Чорноморець» зіграв в Одесі внічию (0:0) з дніпропетровською командою «Дніпро»[54][55].
- 29 листопада 2015 р. «Моряки» поступилися у Києві місцевому «Динамо» з рахунком 1:2 у матчі 16-го туру національної першості[56][57].

### Грудень2015
- 6 грудня 2015 р. У матчі перенесеного 12-го туру чемпіонату України «Чорноморець» зіграв в Харкові внічию (2:2) з місцевим «Металістом»[58][59].

### Березень2016
- 5 березня 2016 р. У матчі 17-го туру першості України «моряки» зіграли в Одесі внічию (0:0) зі львівськіми «Карпатами»[60][61].
- 12 березня 2016 р. В Запоріжжі[62] у матчі 18-го туру чемпіоната України, одеська команда програла з рахунком 0:4 луганській «Зорі»[63][64].
- 19 березня 2016 р. У матчі 19-го туру першості України «моряки» поступилися в Одесі ФК «Олександрії» з рахунком 1:2[65][66].

### Квітень2016
- 3 квітня 2016 р. «Чорноморець» зіграв внічию (1:1) в Луцьку з місцевим клубом «Волинь» у матчі 20-го туру чемпіоната України[67][68].
- 9 квітня 2016 р. У матчі 21-го туру першості України «моряки» обіграли в Одесі ужгородську «Говерлу» з рахунком 1:0[69][70]. Це перша перемога одеської команди у другому колі першості України 2015/16. Олександр Азацький забив свій перший гол у складі «Чорноморця».
- 15 квітня 2016 р. Згідно з рішенням КДК ФФУ по матчу 21-го туру першості України «Чорноморець» (Одеса) – «Говерла» (Ужгород) «морякам» була зарахована технічна перемога з рахунком 3:0[71].
- 17 квітня 2016 р. Одеська команда програла з рахунком 0:2 у Полтаві місцевій «Ворсклі» у матчі 22-го туру чемпіоната України[72][73].
- 23 квітня 2016 р. У грі 23-го туру першості України «моряки» вдома зіграли внічию (1:1) з півфіналістом Ліги Європи сезону 2015/16 — донецьким «Шахтарем»[74][75].
- 30 квітня 2016 р. «Чорноморцеві» зарахована технічна перемога (+:-) в матчі 24-го туру чемпіонату України проти запорізького «Металурга»[76], що не відбувся, у зв'язку з тим що 14 березня 2016 року дирекція УПЛ виключила запорізьку команду з прем'єр-ліги чемпіонату України сезону 2015/16[77].

### Травень2016
- 7 травня 2016 р. У матчі 25-го туру першості України «моряки» поступилися в Одесі харківському «Металісту» з рахунком 0:1[78][79].
- 14 травня 2016 р. У Дніпропетровську[80], у матчі 26-го туру першості України «Чорноморець» обіграв дніпродзержинську «Сталь» з рахунком 1:0[81][82]. Це була перша і єдина виїзна перемога одеської команди в чемпіонаті України сезону 2015/16. Олексій Хобленко забив свій перший гол у складі «Чорноморця».